# جريدة اللسانيات
جريدة اللسانيات هي جريدة أكاديمية تأسست سنة 1965، تهتم بمجال الدراسات اللسانية والمنشورات الرسمية لجمعية اللسانيات البريطانية. ما بين سنتي 1969 و1979 أشرف على إدارة الجريدة فرانك بالمير.

## روابط خارجية
- الموقع الرسمي